# 1194 Aletta
Az 1194 Aletta (ideiglenes jelöléssel 1931 JG) a Naprendszer kisbolygóövében található aszteroida. Cyril Jackson fedezte fel 1931. május 13-án, Johannesburgban.